# Brianna Titone
Brianna Titone ( /tɪˈtoʊn/) es una política y científica estadounidense. Es miembro de la Cámara de Representantes de Colorado por el distrito 27, y sirve en la 74.ª Asamblea General de Colorado. Es la primera legisladora estatal abiertamente transgénero elegida en Colorado y la cuarta elegida en los Estados Unidos.

## Trayectoria
Titone nació y creció en la región del Valle del Hudson de Nueva York.
Obtuvo su licenciatura en geología y física por la Universidad Estatal de Nueva York en New Paltz, a la que asistió de 1996 a 2002. Posteriormente, obtuvo una maestría en geoquímica por la Universidad Stony Brook, cuya tesis trató sobre el elemento de tierras raras torio y la especiación de fósiles y sedimentos de la Formación Green River. Luego, estudió otra maestría en tecnología de la información y las comunicaciones en la Universidad de Denver. Algunas de sus investigaciones se llevaron a cabo en el Laboratorio Nacional Brookhaven utilizando las líneas de luz de la Fuente de Luz Sincrotrón Nacional X-26A y X-18B.
Antes de ingresar a la política, trabajó como consultora minera, geóloga y desarrolladora de software. Durante siete años, desde la escuela secundaria, fue bombera voluntaria.
En 2016, Titone se unió al Partido Demócrata LGBT del Condado de Jefferson (Colorado) y fue elegida secretaria/tesorera, y luego nombrada "capitán general".
Se postuló para la Cámara de Representantes de Colorado HD27 en diciembre de 2017, donde recibió el 50,4% de los votos para ganar las elecciones con 24 957 votos de 49 475. Titone forma parte del Comité de Salud y Seguros, del Comité de Asuntos Rurales y Agricultura y del Comité Conjunto de Tecnología.También fue nombrada miembro del Consejo de Energía.
En el segundo período ordinario de sesiones de la 72.ª Asamblea General, trabajó para recuperar y aprobar el proyecto de ley que prohíbe la "Defensa del Pánico Gay o Trans". El proyecto de ley fue aprobado por un margen de 98-1-1.
Titone ganó la reelección en la carrera por la Cámara de Representantes más competitiva de Colorado, obteniendo 29 566 (48,7%) de 60 708 votos contra dos oponentes en las elecciones de noviembre de 2020.
En las elecciones generales de 2022, fue reelegida con alrededor del 57,7% de los votos. Más tarde, en noviembre, fue seleccionada para servir como presidenta del grupo de la mayoría de la Cámara estatal, convirtiéndose en la primera vez que una legisladora trans ocupa un puesto de liderazgo electo en una Asamblea General.